# 王子城父
王子成父（？—？），又作王子城父、王子成甫、公子成父，中国春秋时期齐国的将军。

## 生平
《通志》以他为姬姓，《魏王基碑》称他是比干之后。能征善战，管仲推荐他辅佐齐桓公，称霸诸侯，司马迁将他和吕尚、孙武、吴起并称。《汉书·艺文志》有《王孙》16篇，已佚。前607年（齐惠公二年），王子成父击败鄋瞒国长翟的入侵。一说，这与辅佐齐桓公的是两个人。